# Tormenta tropical Fred (2021)
La tormenta tropical Fred fue una fuerte tormenta tropical que afectó gran parte de las Antillas Mayores y el Sureste de Estados Unidos en agosto de 2021. La sexta depresión tropical y la sexta tormenta tropical de la temporada de huracanes del Atlántico de 2021, Fred se originó a partir de una onda tropical observada por primera vez por el Centro Nacional de Huracanes el 4 de agosto. A medida que la onda se desvió hacia el oeste, se iniciaron avisos sobre la onda como un ciclón tropical potencial para el 9 de agosto cuando se acercaba a las Islas de Sotavento. Entrando en el Mar Caribe oriental después de un paso cercano a Dominica al día siguiente, el potencial ciclón tropical continuó hacia el noroeste. Para el 11 de agosto, la perturbación se había formado en la tormenta tropical Fred justo al sur de Puerto Rico, poco antes de golpear la República Dominicana en la isla de La Española más tarde ese día. La tormenta procedió a debilitarse a una depresión tropical sobre la isla altamente montañosa, antes de emerger al norte del Paso de los Vientos el 12 de agosto. La depresión tropical desorganizada giró hacia el oeste e hizo una segunda llegada a tierra en el norte Cuba el 13 de agosto. Después de ver su circulación continuamente interrumpida por la interacción terrestre y la cizalladura del viento, la tormenta degeneró en una onda tropical mientras giraba hacia el norte cerca del extremo occidental de Cuba al día siguiente. Continuando hacia el norte, los remanentes de Fred se reorganizaron rápidamente sobre el Golfo de México, regenerándose en una tormenta tropical el 15 de agosto. Fred continuó hacia el Panhandle de Florida y rápidamente se intensificó a una fuerte tormenta tropical de 100 km/h (65 mph) antes de tocar tierra a última hora del 16 de agosto y entrar en el estado de Georgia, donde se disipó al día siguiente.
Fred provocó cortes de energía en República Dominicana. Más de 500.000 personas perdieron el acceso al agua después de que fallara el sistema de acueductos del país. Las inundaciones también afectaron a Cuba. Fred también provocó más de 36.000 cortes de energía en Florida. Una persona murió en el estado por hidroplaneo. En Carolina del Norte, Fred provocó inundaciones catastróficas que destruyeron muchas casas y se cobraron seis vidas. La tormenta tropical y sus remanentes también causaron un brote de tornados que consta de 30 tornados en un lapso de tres días. Un total de 7 personas murieron y las pérdidas económicas se estimaron en $1,3 mil millones de dólares.

## Historia meteorológica

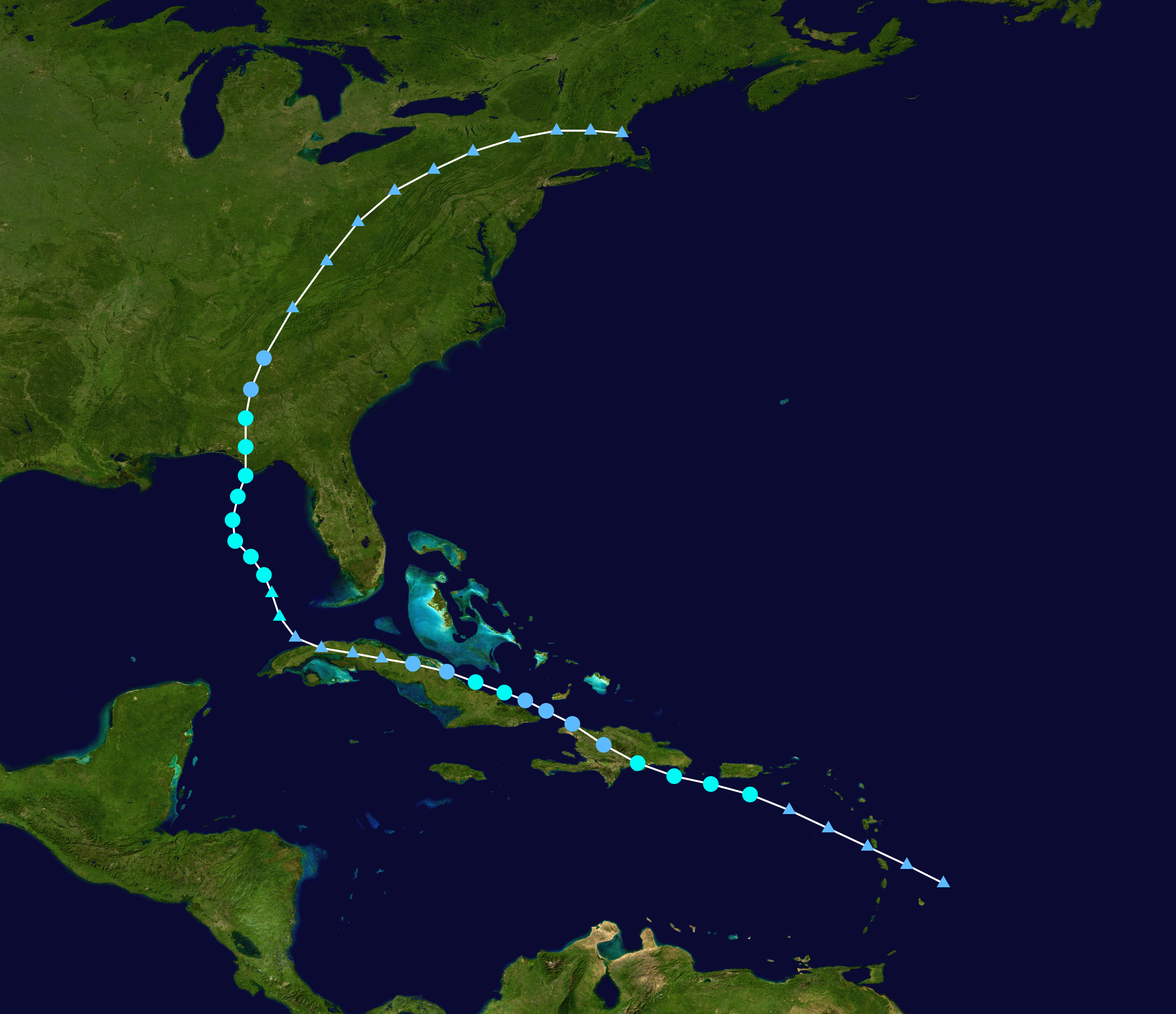
Mapa que traza la pista y la intensidad de la tormenta, según la escala Saffir-Simpson

El 4 de agosto a las 12:00 UTC, el Centro Nacional de Huracanes (NHC) observó una onda tropical que se había formado en el Atlántico central. Inicialmente no se consideró probable que se desarrollara, las posibilidades de desarrollo de la ola aumentaron el 8 de agosto a medida que se acercaba a las Islas de Sotavento. A medida que la actividad de las tormentas eléctricas comenzó a consolidarse, la perturbación procedió a recibir la designación como Potencial ciclón tropical Seis a medida que se acercaba a las Islas de Sotavento el 9 de agosto a las 21:00 UTC. La clasificación “ciclón tropical potencial” utilizada por el NHC indica que una tormenta aún no es un ciclón tropical, sino una amenaza terrestre que requiere la emisión de pronósticos. La perturbación pasó justo al sur de Dominica, o 55 millas (90 km) al sur de Guadalupe en la madrugada del 10 de agosto, entrando en el Mar Caribe Nororiental alrededor de las 09:00 UTC de ese día. A pesar de tener una apariencia bien organizada en imágenes satelitales que se asemejan a un ciclón con fuerza de tormenta tropical, observaciones superficiales y datos de un avión de la NOAA Hurricane Hunter que se lanzaron a la perturbación más temprano en el día confirmaron que la tormenta aún no había adquirido una circulación cerrada bien definida. Al pasar al sur de las Islas Vírgenes, el radar meteorológico continuó afirmando que la perturbación se había formado en un ciclón tropical con múltiples áreas de rotación evidentes y que no se asemejaban a una circulación bien definida. Sin embargo, después de que otro cazador de huracanes haga un vuelo de reconocimiento en la perturbación, los datos confirmaron que se definió lo suficiente como para ser designada tormenta tropical Fred a 45 millas (70 km) al sur de Ponce, Puerto Rico el 11 de agosto a las 03:00 UTC.
La circulación de Fred se continuó definiendo mejor, ya que los datos de los aviones de reconocimiento confirmaron aún más que la tormenta se había intensificado ligeramente con vientos de 75 km/h (45 mph). Poco después, Fred tocó tierra justo al oeste de Santo Domingo en la República Dominicana alrededor de las 18:00 UTC de ese día. La circulación de Fred se vio rápidamente interrumpida por el terreno montañoso de la isla de La Española, que se debilitó a una depresión tropical sobre la parte central de la isla en la madrugada del 12 de agosto. Después de emerger de nuevo sobre las aguas al norte del Paso de los vientos a las 09:00 UTC, Fred había perdido la mayoría de su actividad de tormenta eléctrica sobre el centro que a su vez se había vuelto amplia y mal definida, exacerbada aún más por 20 nudos de la cizalladura del viento infligida por un nivel superior vaguada cerca de Florida. A medida que Fred se desvió lentamente hacia el oeste-noroeste, las continuas condiciones desfavorables llevaron a Fred a luchar por reorganizarse, con sus centros de nivel medio y bajo desplazados alrededor de 50 millas (80 km) entre sí según los datos de aviones de reconocimiento. Fred se desplazó casi hacia el oeste y su centro de bajo nivel se trasladó tierra adentro sobre el norte Cuba alrededor de las 18:00 UTC del 14 de agosto. Trotando un poco más al oeste de lo previsto, la continua interacción terrestre con Cuba y la cizalladura del viento causaron que Fred se degenerara en una onda tropical a las 15:00 UTC del 14 de agosto, aunque los avisos continuaron debido a una potencial amenaza terrestre para Florida y la posibilidad de regeneración.
Los remanentes de Fred giraron hacia el norte en el Golfo de México y comenzaron a reorganizarse, alcanzando vientos con fuerza de vendaval y una banda organizada de tormentas eléctricas al este de su eje de vaguada. Además, los datos de reconocimiento de los cazadores de huracanes confirmaron que los remanentes habían desarrollado una circulación organizada y que Fred se había regenerado en una tormenta tropical a las 12:40 UTC del 15 de agosto. Pasando a ser un ciclón tropical desequilibrado, la mayoría de los vientos más fuertes fueron desplazados hacia el este del centro parcialmente expuesto a medida que la tormenta aumentaba de fuerza una vez más. Fred continuó intensificándose en un ambiente marginalmente favorable con temperaturas de superficie marina de 30 °C (86 °F) y una atmósfera relativamente húmeda, con ráfagas de convección formándose en un pequeño nublado denso central sobre el centro que estaba ligeramente más al este de lo que se muestra como confirmado por los aviones de reconocimiento. Fred alcanzó su máxima intensidad como una fuerte tormenta tropical con vientos de 100 km/ h (65 mph) y una presión de 991 mbar a las 18:00 UTC del 16 de agosto poco antes de tocar tierra cerca de Cape San Blas, a una intensidad similar alrededor de una hora más tarde a las 19:15 UTC. Fred se debilitó rápidamente poco después de tocar tierra, debilitándose a una depresión tropical sobre Georgia a las 09:00 UTC del día siguiente.

## Preparativos e impacto

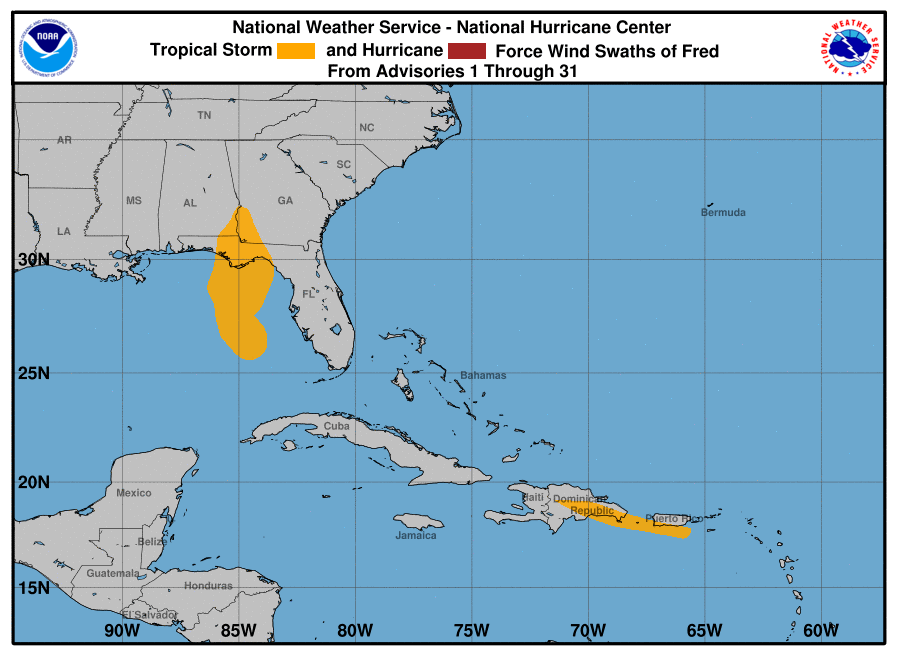
Mapa que muestra los vientos de Fred en naranja con fuerza de tormenta tropical.

### Antillas Menores
En Guadalupe, Météo-France levantó alertas amarillas de viento a medida que la perturbación precursora de Fred se acercaba al país insular. Martinica también recibió la misma alerta e informó de vientos racheados y precipitaciones por la ola que pasó justo al norte de la isla.

Potencial Ciclón Tropical Seis acercándose a Puerto Rico el 10 de agosto.

También se emitieron alertas de tormenta tropical en Dominica y Barbados y las islas mencionadas anteriormente con la designación de potencial ciclón tropical seis.

### Antillas Mayores

#### Puerto Rico
Con la designación de Potencial Ciclón Tropical Seis moviéndose hacia Puerto Rico, las advertencias de tormenta tropical se elevaron el 9 de agosto. Al día siguiente, después de la formación de Fred, las fuertes lluvias de las bandas de lluvia externas de la tormenta produjeron fuertes lluvias y breves pero intensas turbonadas que derribó la energía a más de 13.000 personas en partes de la isla. El Gobernador, Pedro Pierluisi, señaló que algunas gasolineras cerraron cuando grandes cantidades de personas acudieron a alimentarse antes de la tormenta. También se abrieron ocho refugios en la isla, aunque solo siete personas buscaron refugio. Se registró una ráfaga de viento de 55 km/h (35 mph) en  Lajas.

#### República Dominicana

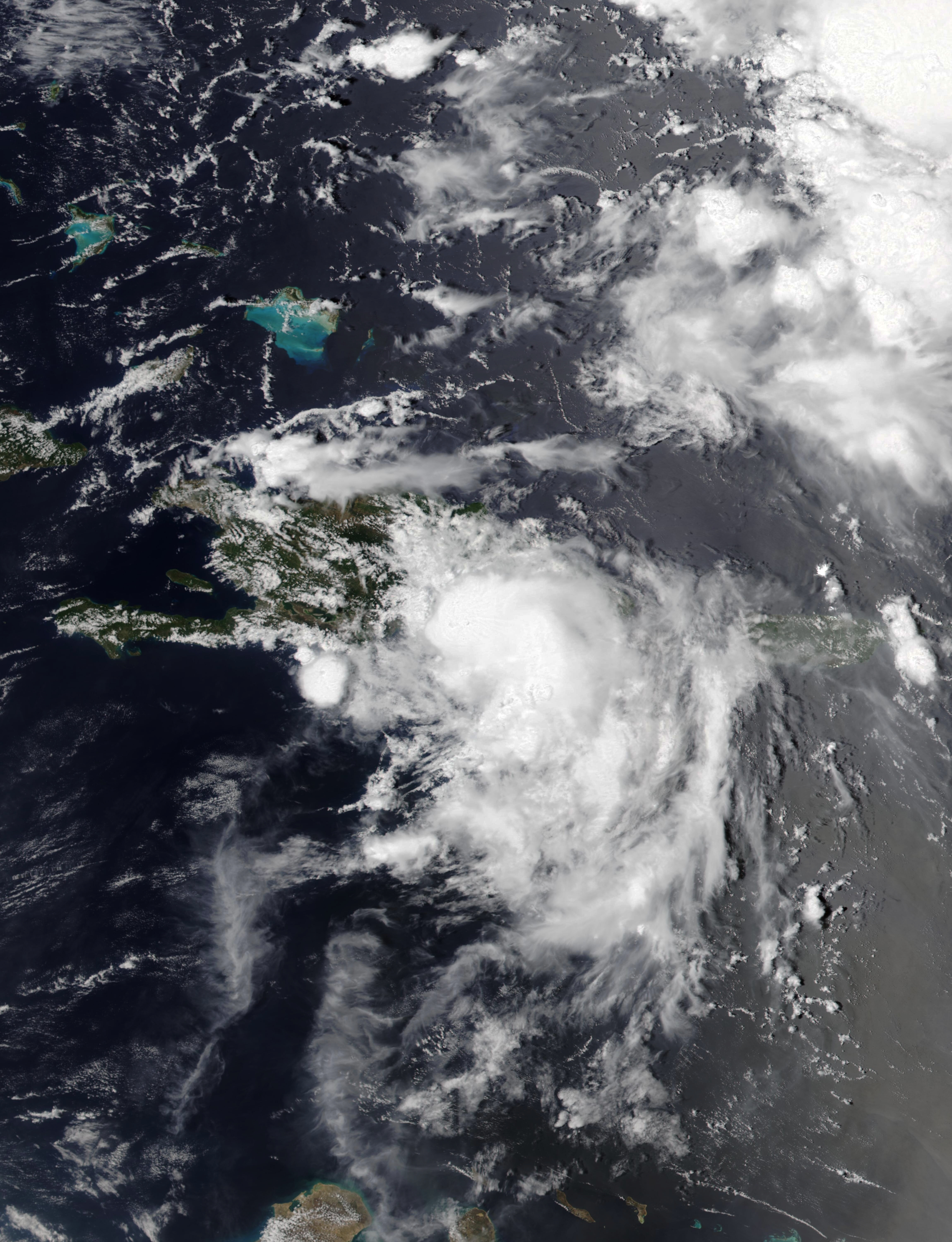
La tormenta tropical Fred tocó tierra en la República Dominicana el 11 de agosto.

En la República Dominicana, se emitieron advertencias de tormenta tropical cuando Fred se acercó a la isla el 10 de agosto. Al tocar tierra cerca de Santo Domingo, 400.000 personas perdieron la luz en todo el país. Los ríos inundados que causaron el cierre del sistema de acueducto del país causaron que más de 500.000 personas perdieran el acceso al agua. En Santo Domingo, 1.700 personas fueron evacuadas y al menos 100 casas resultaron dañadas. Más de 47 comunidades quedaron aisladas y 4.025 personas fueron desplazadas por las inundaciones repentinas causadas por la tormenta, mientras que 805 viviendas en total resultaron dañadas en todo el país; al menos 5 fueron destruidos por completo. 47 vuelos fueron cancelados o retrasados en Aeropuerto Internacional Las Américas y Aeropuerto Internacional La Isabela. Las redes sociales reportaron cierres de calles y el derrumbe de un puente en Santo Domingo.

#### Haití
En Haití, la Unidad de Protección Civil emitió un nivel amarillo de vigilancia (riesgo de impacto de intensidad baja a moderada) cuando Fred cruzó al país. La Dirección de Protección Civil recordó a los civiles que deben ser cautelosos ante las inundaciones y los deslizamientos de tierra.

### Sureste de Estados Unidos

#### Florida

La tormenta tropical Fred tocando tierra en Cabo San Blas

El 15 de agosto, los avisos de tormenta tropical fueron emitidos para la mayoría del Panhandle de Florida mientras los remanentes de Fred se desplazaban hacia el norte. A medida que Fred se regeneraba y se acercaba al estado, los avisos anteriores se actualizaron a advertencias de tormenta tropical. Los funcionarios del Condado de Franklin emitieron una orden de evacuación voluntaria más tarde ese mismo día, mientras que los del condado de Bay advirtieron a los residentes que se preparen para los eventos de lluvias intensas.
Después de tocar tierra, más de 36,000 personas en Florida perdieron la electricidad. Las escuelas del condado de Bay, Condado de Okaloosa, y el Condado de Santa Rosa fueron cerrados de inmediato. 7 pulgadas (178 mm) de lluvia cayeron en la Ciudad de Panamá dentro de las 24 horas, mientras que 9 pulgadas (229 mm) de lluvia habrían caído en Southport, donde las graves inundaciones eran evidentes. Un complejo de apartamentos en Lynn Haven se inundó y desplazó a varios residentes. Varios rescates acuáticos se llevaron a cabo en toda Panama City, donde muchos fueron rescatados de sus casas inundadas, sin que se reportaron heridos. También en Panama City, una línea eléctrica cayó encima de un automóvil con un hombre dentro, atrapando al hombre hasta que fue rescatado y hospitalizado con el cuello fracturado. El presidente de Estados Unidos, Joe Biden aprobó la emisión de un estado de emergencia para 23 condados del estado poco después de tocar tierra. Fred trajo una marejada ciclónica e inundaciones a través de Isla de San Jorge, Cabo San Blas, y  Port St. Joe (Florida), mientras que el camino a Indian Pass fue bloqueado después de ser cubierto con más de 5 pies de agua El puente a la Isla de San Jorge se cerró poco después de que las ráfagas de viento en o cerca de la fuerza del huracán azotaran la isla. Un hombre en el Condado de Bay murió después de hidroplanear en una carretera inundada y caer en una zanja.

#### Georgia

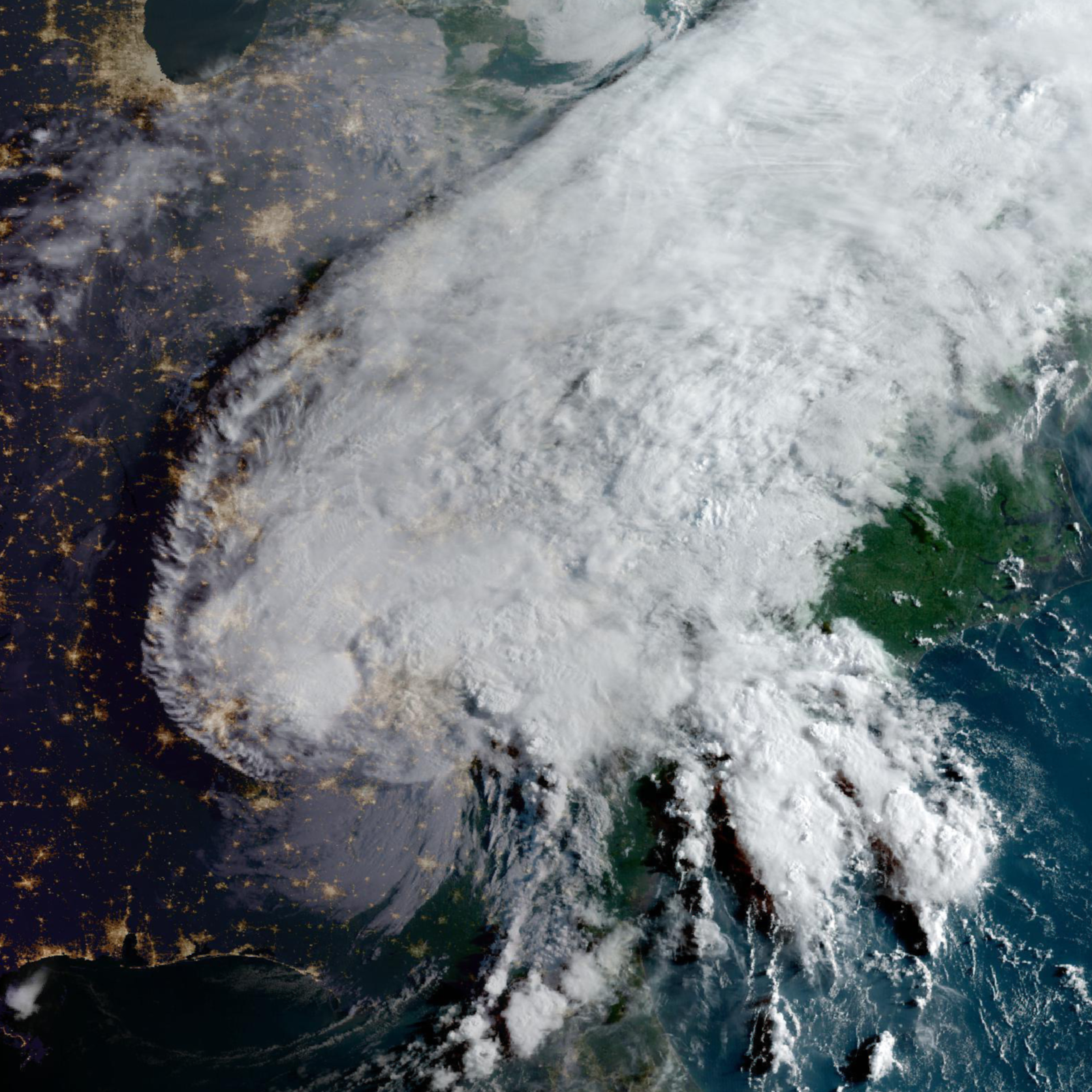
Depresión tropical Fred sobre la frontera de Alabama y Georgia el 17 de agosto

A medida que Fred continuaba moviéndose hacia el interior, los relojes de tornado fueron emitidos por el Servicio Meteorológico Nacional para gran parte de Georgia, Carolina del Sur, y Carolina del Norte. Hubo 16 informes de tornados en los tres estados, mientras que al menos seis de ellos se observaron en toda Georgia, incluyendo pero no limitado a un tornado EF1 que tocó tierra en Americus y dañó al menos 100 viviendas y un complejo de apartamentos. Un tornado no confirmado golpeó Jeffersonville y arrancó el techo de un almacén de artículos deportivos, mientras que un tornado EF1 también destruyó una casa móvil en Condado de Banks al noreste de Atlanta. Un establo de caballos en Homer fue destruido por el mismo tornado, con los caballos siendo rescatados. El Área metropolitana de Atlanta recibió alrededor de 2 pulgadas (50,8 mm) de lluvia en horas. Un gran árbol fue arrancado de raíz y cayó encima de una casa y golpeó una línea de gas en Atlanta, causando que los equipos de Georgia Power y Atlanta Gas Light  y bomberos se apresuraran a la escena. Atlanta registró casi 3 pulgadas de lluvia durante la noche, una cantidad récord de lluvia para mediados de agosto. Grandes inundaciones golpearon áreas a lo largo de Interestatal 85 en Georgia.

#### Carolina del Norte y Carolina del Sur
Alrededor de 39,200 usuarios de Duke Energy en Las Carolinas perdieron electricidad cuando los árboles en todo el estado fueron derribados mientras Fred se movía hacia el norte. Más al norte, Fred causó inundaciones sin precedentes en algunas partes del oeste de Carolina del Norte, con Asheville recibiendo más de 10 pulgadas (254 mm) de lluvia en un período de 48 horas, lo que llevó a la emisión de una emergencia por inundación repentina. A los residentes de Swannanoa se les pidió que se refugien en sus casas debido a las inundaciones repentinas. Entre las zonas más afectadas, algunas casas quedaron completamente destruidas y varias carreteras y puentes arrasados. Se estimó que los niveles de agua de los ríos aumentaron entre 3 y 7 pies (0,9 a 2,1 m) más de lo habitual. Los deslizamientos de tierra bloquearon partes de Interestatal 40 en el condado de Haywood, así como otras carreteras en el oeste de Carolina del Norte. El radar meteorológico estimó que de 10 a 12 pulgadas de lluvia cayeron sobre el área Bosque Nacional Pisgah; cerca, en Cruso, se registraron 9,13 pulgadas de lluvia en 24 horas. El condado de Buncombe registró su peor evento de lluvia de dos días en 50 años del 16 al 17 de agosto. El Manejo de Emergencias de Carolina del Norte desplegó equipos de rescate acuático, mientras que los helicópteros de la Guardia Nacional y la Patrulla de Carreteras comenzaron las búsquedas casi al mismo tiempo. Más de 200 búsqueda y rescate de personal fueron a buscar sobrevivientes casa por casa a lo largo del río Pigeon. Varias casas fueron arrancadas de sus cimientos y destruidas, señaló un sheriff del Departamento del Sheriff del condado de Haywood. Se observó un tornado cerca del área de Hiddenite-Stony Point. Otro tornado fue reportado en Iredell cerca de Statesville. La nube embudo fue vista cerca de Drexel, donde se informó que la electricidad fue noqueada en la cercana ciudad de Valdese. Un tornado confirmado también golpeó Lake Murray, derribando líneas eléctricas y árboles. El gobernador Roy Cooper emitió un estado de emergencia para Carolina del Norte el 18 de agosto. En Cruso, 6 personas murieron debido a graves inundaciones en la región. En otras partes de  Condado de Haywood hubo daños significativos en carreteras y puentes. En total se calcularon $11 millones de dólares en daños en  Condado de Transilvania.

### Noreste de Estados Unidos

#### Pensilvania
Los restos de Fred generaron al menos dos tornados en Pensilvania. Un tornado EF1 tocó tierra en el Condado de Berks alrededor de las 9 p. m. del 18 de agosto. Alrededor de las 12:30 a. m. del 19 de agosto, un tornado EF1 tocó tierra desde Souderton en el Condado de Montgomery al área de Silverdale y Perkasie en el Condado de Bucks.